# Stjärnholm

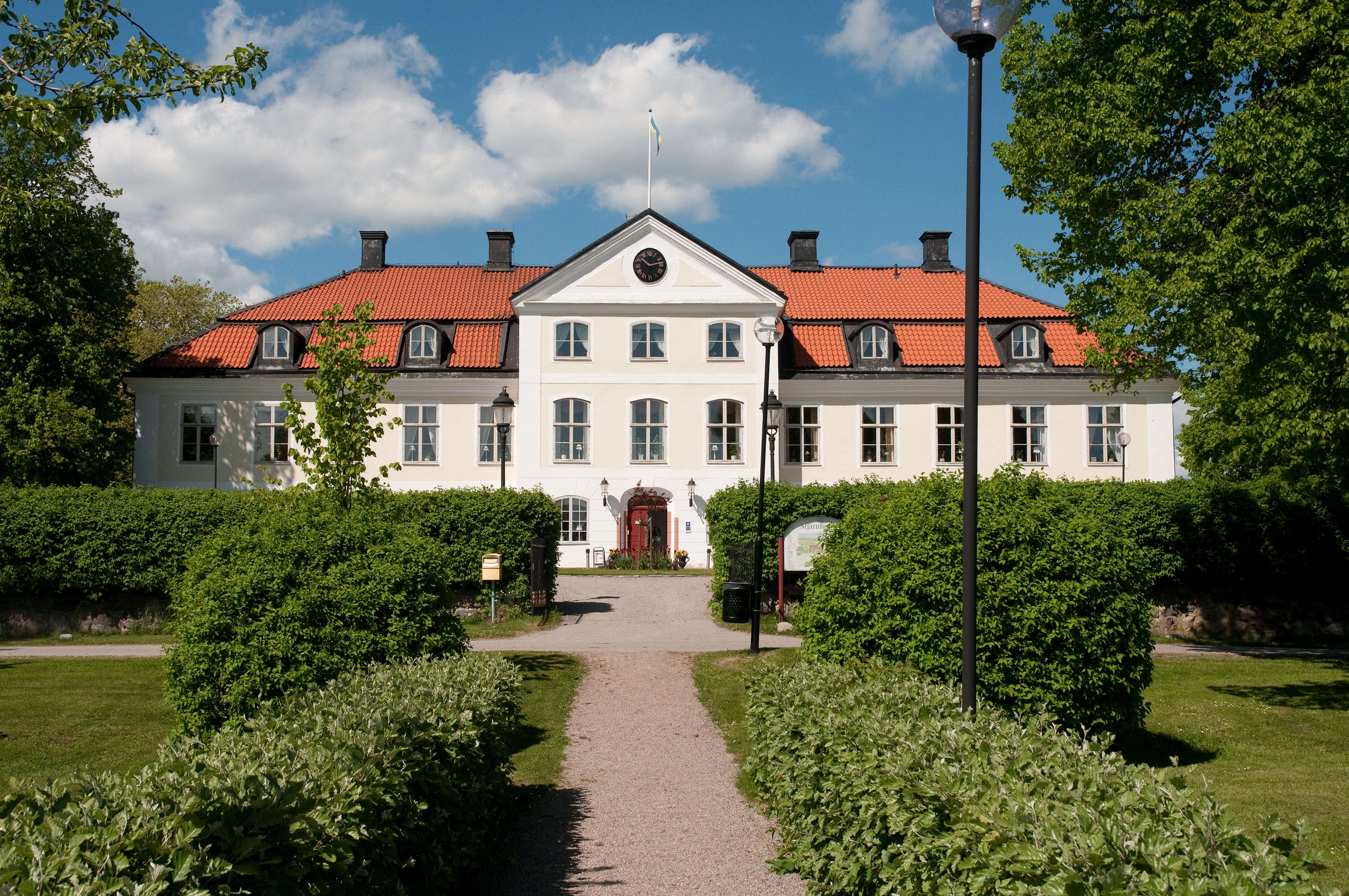
Stjärnholms huvudbyggnad 2010.

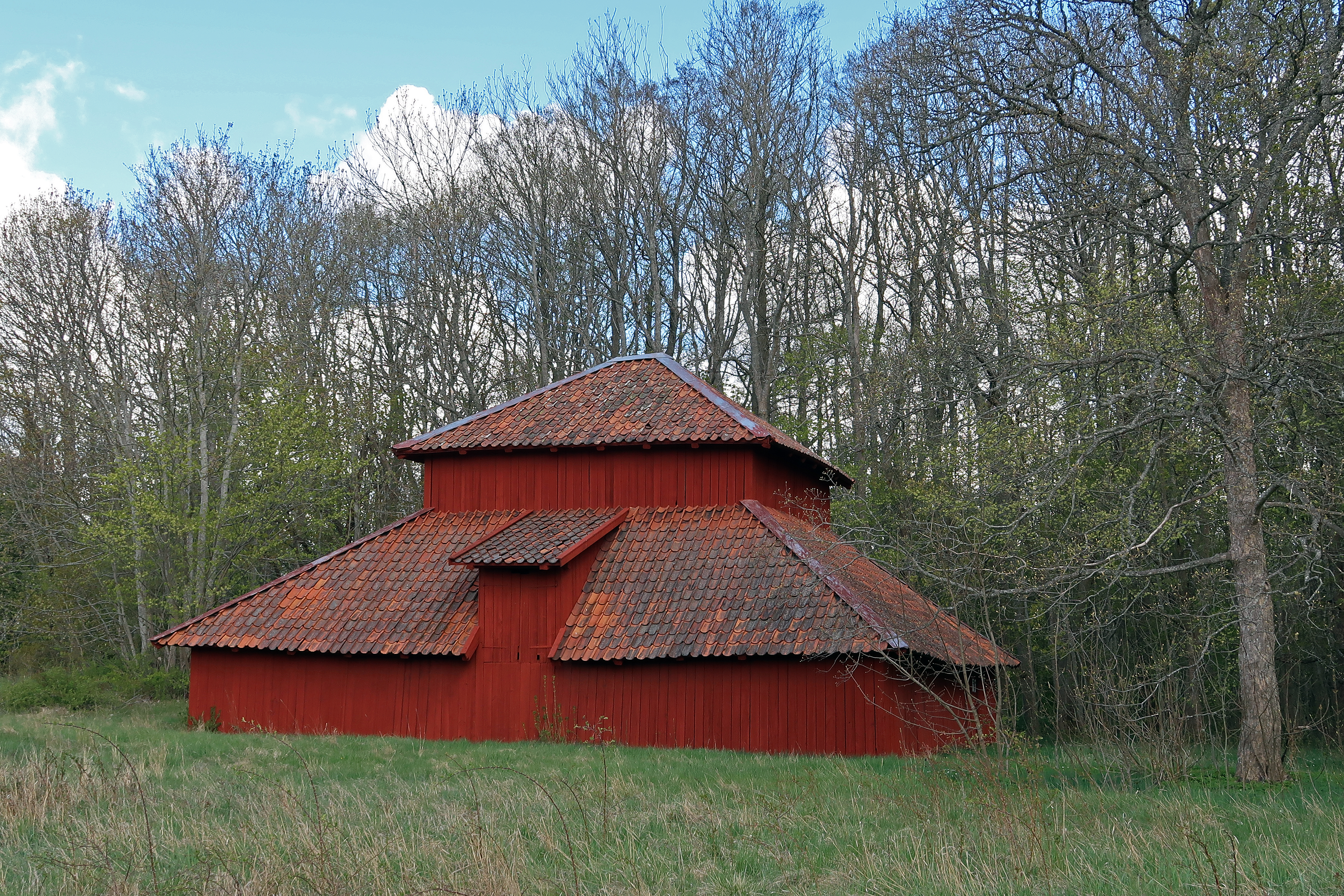
Tegelladan uppförd på 1730-talet.

Stjärnholm är en herrgård och stiftsgård i Strängnäs stift,  Oxelösunds kommun, Södermanland (Södermanlands län). Stjärnholm fick sina säterirättigheter ca 1640. Huvudbyggnaden, av sten i två våningar under mansardtak, byggdes 1735–1748 som ersättning för en tidigare i trä. Stjärnholms kyrka av sten med torn och tresidigt kor är byggd 1671.

## Historia
Stjärnholm har sitt ursprung i gården Nygård, omtalad första gången 1381 (i Nygardhe). Oklart om gården då är frälse, en faste i Nygård omtalas flera gånger under 1380- och 1390-talet. 1480 hölls dock lagmansting med allmogen i Jönåkers härad, och då sägs inte kronan fått vederlag för Bene och Nygård, från Esbjörn Kristiernsson Djäkn, gårdarna skulle tidigare ha varit kronojord men Esbjörn Djäkn gjort dem till sitt eget frälse. 1492 erhöll prästen Erik Magnusson (ekeblad från Rekarne) Nygård vid arvskifte efter Katarina Larsdotter. I samband därmed sålde han Nygård till biskop Kort Rogge. Kort Rogge instiftade 1499 en prebenda vid Sankt Martins kor i Strängnäs domkyrka för Erik Karlsson (Vasa) och lade då Nygård och några andra gårdar för prebendans underhåll. 1538 kom dock Kristiern Larsson (Siöblad) för rätten och krävde bevis på att Kort Rogges köp av Nygård hade uppbjudits för häradsrätten. Något uppbud hade inte skett, och han erhöll som släkt till gården densamma. 1539 fråndömdes han dock gården, och den tillföll Erik Karlsson (Vasa)s arvingar och i princip kungen själv, och den räknas därefter som arv och eget. Samtidigt fanns där under 1500-talet ett mantal till som 1554 ägdes av Sten Eriksson (Leijonhufvud) och 1562 av Svante Sture den yngre.
Godset Stjärnholm bildades 1638 genom att hovrådet Jöns Månsson, adlad Silfverstierna, köpte Nygård av kronan tillsammans med Sunda, Vivesta och Väster-Aspa. Johan Silfverstierna var av enkel härstamning och från nyköpingstrakten, enligt traditionen skall han har härstammat från Nygård. Senare kom han att skaffa sig stora jordegendomar över hela Sverige, enligt uppgifter närmare 300 hemman. I Jönåkers härad köpte han 28 mantal från kronan, och köpte även några hemman frälsejord. Rönö härad skaffade han 25 mantal kronojord, förutom en del från privatpersoner inköpt frälsejord. Jöns Silfverstierna gjorde Nygård till huvudgård i godskomplexet. Själv använde Silfverstierna inget annat namn än Nygård om sitt gods, namnet Stjärnholm tillkom under svärsonens tid.
Efter hans död 1660 ärvdes Nygård av yngsta dottern Anna Maria Silfverstierna (gift i första giftet med generaltullmästaren Wilhelm Böös Drakenhielm), under hennes tid uppfördes bland annat Stjärnholms kyrka som gårdskapell (1671). Under Drakenhielms tid uppfördes även en ny huvudbyggnad, med 10 källarrum, 33 meter lång och 15 meter bred. Taket kläddes med kopparplåt. Spannmålsmagasinet, som är Stjärnholms äldsta bevarade byggnad, skall enligt uppgift vara uppgift på Drakenhielms tid. Drakenhielm drev även att försöka få sitt kapell utbrutet ur Sankt Nikolai församling. Prästerna och befolkningen i moderförsamlingen protesterade dock, och någon egen församling kom aldrig att bildas. Förhållandet till moderförsamlingen blev ansträngt, och först 1750 kom en ordentlig uppgörelse mellan Stjärnholms kapell och Sankt Nikolai församling till stånd. En kapellpredikantstjänst inrättades med Sunda gård som prästgård. Någon kyrkogård anlades inte, i stället användes en gammal sjömansbegravningsplats vid Gamla Oxelösund. Drakenhielm avled 1676 och Anna Maria Silfverstierna gifte 1680 om sig med Mårten Lindhielm. Även Lindhielm lade ned ett omfattande arbete vid hustruns gods, han lät bland annat plantera lindalléer framför gården, och uppföra en stenladugård, som byggdes på pålar i ett tidigare sankt område. Byggnaden fungerar nu som ridskola. Han lät även göra Stora Bene till säteriladugård, vilket gav stora fördelar i form av skattefrihet. För det krävdes ståndsmässig bebyggelse, och Lindhielm lät även uppföra en huvudbyggnad med två flyglar på platsen, och kallade anläggningen "Beneborg". Namnet kom dock aldrig att fästa sig. Reduktionen drabbade ägarna hårt, men genom byten kunde godskomplexet närmast Stjärnholm bevaras intakt. Anna Maria Silfverstierna och Mårten Lindhielm fick inga barn tillsammans, och efter hennes död 1697 fick han flytta från gården, som övertogs av hennes död tre döttrar i första äktenskapet. Den äldsta Anna Margareta, gift med kaptenen Peter Körning övertog huvudbyggnaden. Anna Margareta var dock redan avliden och hennes make Peter Körning övertog arvet. Vänstra flygeln som uppförts som huvudbyggnad på Johan Silfverstiernas tid övertogs av dottern Catarina som gifte sig med den irländske guvernören Jakob Jeffery. Dottern Gustaviana Johanna, gift med kapten Gustaf Adam Appelbom, fick överta Beneborg.
Ägorna delades genom lantmäteriförrättning, men arrangemanget ledde till återkommande konflikter, och under början av 1700-talet kom andel efter andel att köpas upp av Gillis de Besche den yngre. Han var brukspatron på Nävekvarns styckebruk. Peter Körning kom på obestånd, lät sälja Stjärnholms koppartak och flyttade slutligen till sin syster på Björnviken utanför Norrköping. Gustaf Adam Appelbom sålde sin andel och flyttade 1705 medan Jakob Jeffery tog med sig familjen tillbaka till Storbritannien. Gillis de Besche den yngre avled redan 1709, och godset delades på nytt i tre delar så att äldste sonen kapten Hubert de Besche fick östra delen med huvudbyggnaden, brodern Abraham fick den gamla mangårdsbyggnaden, och dottern Kristina de Besche, gift med överjägmästare Bengt Rosenfeldt, övertog Stora Bene. I samband med rysshärjningarna 1719 plundrades Stjärnholm, men byggnaderna brändes inte. Endast någon uthusbyggnad vid gården brändes ned. Hubert de Besche som satt på huvudbyggnaden avled 1724 och lämnade inga barn efter sig. han anlitade en tysk trädgårdsarkitekt att förbättra trädgården, men gjorde annars små arbeten på herrgården som fick förfalla. Abraham de Besche levde till 1744. Han lät ersätta Johan Silfverstiernas manbyggnad med en ny med två nya flyglar. Han anlade även trädgårdar med lusthus och drivhus. Kristina de Besche avled 1711 och Stora Bene ärvdes av hennes dotter Kristina Rosenfelt och hennes man, överste Carl Johan Burguer von Ritterstein. Sedan Hubert de Besche avlidit ärvde de även hans del i Stjärnholm. Den Drakenhielmska huvudbyggnaden när drabbades 1733 av vådeld och förstördes. I stället började Burguer von Rittenstein uppföra en ny huvudbyggnad i sten och ökade då på den gamla byggnadens grund med 6 1/2 meter mot öster för att få den symmetriskt på gårdsplanen. Carl Johan Burguer von Ritterstein lät även uppföra en ny flygelbyggnad i öster. Han avled dock 1745 innan byggnaden var klar. 1744 hade även Abraham de Besche avlidit. Genom sina byggnationer hade han dragit på sig stora skulder, och som betalning för dessa togs Stjärnholm över av Erland Carlsson Broman, som genom sin hustru var släkt med Drakenhielmarna. 1747 fick han möjlighet att köpa Burguer von Rittersteins andelar i godset och Stjärnholm blev åter samlat i en hand. Han bytte dock strax bort Stjärnholm till Fabian Löwen. Under Fabian Löwens tid som ägare revs Johan Silfverstiernas gamla mangårdsbyggnad, och till nyåret 1748 stod den nya, 1735 påbörjade huvudbyggnaden tillräckligt klar för inflyttning. Fabian Löwen sålde dock snart Stjärnholm igen våren 1749, köpare var nu en brorson till syskonen de Besche, lagmannen Gerhard de Besche. Under hans tid som ägare startades försök med kopparbrytning vid Stjärnholm vid en skärpning 1/4 mil öster om gården mellan Vivesta och Aspa. Försökten ledde inte till någon större brytning, men en del kopparkis fördes till Nävekvarns bruk för att smältas där. Gerhard de Besche avled 1761 och efterträddes av sonen Eric Vathier de Besche, som även han avled redan 1765 varvid hans son Isac Georg de Besche tog över.
Han blev kvar som ägare en längre tid, och under hans tid restaurerades huvud byggnaden och på 1770-talet även gårdskapellet, uppförde en ny predikstol och införskaffade nya inventarier. Han lät även på 1790-talet sätta upp milstenar med sina initialer längs godsets viktigaste vägar. 1807 såldes Stjärnholm till hovstallmästaren Johan Wästfeldt, som 1822 sålde den till Gerhard De Geer, som från Finspångs slott förde med sig en stor konstsamling till Stjärnholm, en stort bibliotek samt en rik samling musikalier. Statsminister Louis De Geer växte upp här och har i sin självbiografi skildrat uppväxten på Stjärnholm. Ekonomin var dålig och konstsamlingen måste man efterhand sälja av. Efter Gerhard De Geers död övertog sonen Jacques De Geer godset, och gjorde den till en mönstergård inom Södermanlands län. Jacques De Geer var själv vice ordförande i Södermanlands läns hushållningssällskap, hedersledamot och innehavare av dess högsta utmärkelsetecken. 1857–1859 ledde han en boskapsskötarskola på Stjärnholm, men den fick stänga på grund av brist på elever. 1867 såldes gården till Armand d'Otrante. Han har beskrivts som livlig, underhållande och artig, men som äldre en sjuklig enstöring och originell misantrop, Han avled ogift 1878, och Stjärnholm ärvdes då av hans brorson Gustav d'Otrante. Då Gustav d'Otrante avled 1910 ärvdes godset av sonen hovstallmästare Charles d'Otrante, som 1920 sålde det till Backa Hosjö AB, som bara ägde det i sju dagar innan det såldes vidare till AB Stjärnholm, ett dotterbolag till Kreuger & Toll. Backa Hosjö AB återköpte senare delar av godset. 1934 såldes huvuddelen av jorden till Ernst Ålund, medan slottet och trädgården 1935 köptes av grevinnan Ingeborg Cronhielm, som dock flyttade igen 1945.
Efter 1920 inleddes en uppdelning av godset, som då omfattade 2 114 hektar (varav 438 hektar jordbruksmark). Kyrkan överfördes till Sankt Nicolai församling och flertalet gårdar avstyckades. 
Efter 1945 förvärvades herrgården av Stiftelsen Kyrkans Hem i Strängnäs stift, som är en stiftelse till namnet men i verkligheten en ideell förening. Föreningen ägde vid köpet bara 12 000 kronor som fick utgöra handpenningen. En insamling kom igång och den 1 januari 1945 var gården så gott som betald.

## Stjärnholm idag
Stiftsgården Stjärnholm ägs och drivs idag av Stiftelsen Stjärnholm. Stiftarna består av Strängnäs stift, Svenska Kyrkans Unga i Strängnäs stift samt Föreningen Kyrkans Hem i Strängnäs stift. Föreningen har senare bytt namn till Föreningen Stjärnholms vänner.
1970 byggdes en annexbyggnad till och fick namnet Nygården efter det ursprungliga gårdsnamnet Nygård. 1994–1995 inleddes en övergripande restaurering av gården och den nya matsalen och en helt ny del av slottet med ett nytt kapell byggdes till, med Jerk Alton som arkitekt. Även antalet rum för gäster utökades. 